# NGC 6297
NGC 6297 (NGC 6298) je lećasta galaktika u zviježđu Zmaju. Naknadno je utvrđeno da je NGC 6298 ista galaktika.

## Vanjske poveznice
- (engl.) SEDS: NGC 6297
- (engl.) Hartmut Frommert: Revidirani Novi opći katalog
- (engl.) Izvangalaktička baza podataka NASA-e i IPAC-a
- (engl.) Astronomska baza podataka SIMBAD
- (engl.) VizieR
- (engl.) Auke Slotegraaf: NGC 6297 Deep Sky Observer's Companion
- (engl.) Courtney Seligman: Objekti Novog općeg kataloga: NGC 6250 - 6299